# José Manuel López Lomelí
José Manuel López Lomelí, también conocido por el apodo de Pituko (nacido el 2 de abril de 1963 Guadalajara, Jalisco, México - † 11 de octubre de 1997 en Guadalajara, Jalisco, México), fue un futbolista mexicano que jugaba en las posiciones de mediocampista y defensa. Jugó para el Atlas Fútbol Club y el Club Deportivo Guadalajara.
López Lomelí empezó jugando en el equipo del ITESO, escuela donde estudió la Licenciatura en Administración de Empresas, y donde fue entrenado por Jesús Bracamontes.
Su debut profesional se dio el 16 de octubre de 1983 con el Atlas, entrando de cambio durante el segundo tiempo del partido contra el Tampico-Madero. En 1985 pasó al Club Deportivo Guadalajara, y con el equipo rojiblanco logró ser campeón en la temporada 1986-87, disputando la final ante Cruz Azul, donde entró en sustitución de Wendy Mendizábal.En octubre de 1988 renuncia al equipo y regresa al Atlas para finalmente retirarse en 1990.
Al retirarse como jugador de fútbol, se integró a la empresa de su padre Manuel López Agredano, donde fue fundamental en la dirección de las estaciones radio Canal 58, Stereo Cien y Súper Stereo. Esta última su creación siendo un éxito radiofónico en la ciudad de Guadalajara, Jalisco. En la estación de radio logró bajo su dirección eventos masivos en conjunto con otros patrocinadores, absoluto fan de la música y de los automóviles deportivos durante su periodo en el fútbol y al terminar este, amaba la Fórmula 1 y las motocicletas deportivas, incluso tuvo participación en competencias de automóviles a escala de radio control en su ciudad donde fundó con varios amigos más el club local. Casado en únicas nupcias con Lourdes Salin Niño.
Murió la noche del sábado 11 de octubre de 1997, después padecer esclerosis lateral amiotrofica, la misma que padeció el genio Stephen Hawking. Que incluso llegó a utilizar la misma tecnología para hablar, le sobreviven tres de sus hermanas mayores